# El Bolsón Airport
El Bolsón Airport är en flygplats i Argentina.   Den ligger i provinsen Río Negro, i den sydvästra delen av landet, 1 400 km sydväst om huvudstaden Buenos Aires. El Bolsón Airport ligger 344 meter över havet.
Terrängen runt El Bolsón Airport är bergig åt sydväst, men åt nordost är den kuperad. El Bolsón Airport ligger nere i en dal som går i nord-sydlig riktning. Närmaste större samhälle är El Bolsón, 1,9 km söder om El Bolsón Airport.
I omgivningarna runt El Bolsón Airport växer i huvudsak blandskog. Runt El Bolsón Airport är det ganska glesbefolkat, med 24 invånare per kvadratkilometer.